# Ібрагім Шехич
Ібрагі́м Ше́хич (босн. Ibrahim Šehić, нар. 2 вересня 1988, Рогатиця) — боснійський футболіст, воротар клубу «ББ Ерзурумспор» та національної збірної Боснії і Герцеговини.

## Клубна кар'єра
Вихованець футбольного клубу «Желєзнічар». У сезоні 2006/2007 дебютував у першому дивізіоні за основну команду і цей матч став для нього єдиним того сезону. З сезону 2007/08 став основним голкіпером «Желєзнічара». 2010 року разом з командою він завоював титул чемпіона Боснії і Герцеговини, а в наступному виграв національний кубок. Всього за три сезони взяв участь у 58 матчах чемпіонату. Відзначався досить високою надійністю, пропускаючи в іграх чемпіонату в середньому менше одного голу за матч.
Влітку 2011 року став гравцем новачка турецької Суперліги «Мерсін Ідманюрду». Відіграв за команду з Мерсіна наступні два сезони своєї ігрової кар'єри і, після того як за підсумками сезону 2012/13 команда зайняла 18 місце і вилетіла з елітного дивізіону, покинув турецьку команду.
До складу азербайджанського «Карабаху» приєднався в жовтні 2013 року на правах вільного агента, де відразу став основним воротарем і вже в першому  сезоні допоміг команді виграти чемпіонат Азербайджану. Наразі встиг відіграти за команду з Агдама 24 матчі в національному чемпіонаті.

## Виступи за збірні
Протягом 2004–2007 років залучався до складу молодіжної збірної Боснії і Герцеговини. На молодіжному рівні зіграв у 11 офіційних матчах.
17 листопада 2010 року дебютував в офіційних матчах у складі національної збірної Боснії і Герцеговини в товариській грі проти збірної Словаччини, де пропустив два голи, а його збірна перемогла 3:2. Наразі провів у формі головної команди країни 3 матчі, пропустивши 4 голи.

## Титули і досягнення
- Чемпіон Боснії і Герцеговини (1):

«Желєзнічар»: 2010
- Володар Кубка Боснії і Герцеговини (1):

«Желєзнічар»: 2011
- Чемпіон Азербайджану (4):

«Карабах»: 2013-14, 2014-15, 2015-16, 2016-17
- Володар Кубка Азербайджану (3):

«Карабах»: , 2014-15, 2015-16, 2016-17